# Rinascita Rutiglianese
L'Associazione Sportiva Dilettantistica Rinascita Rutiglianese è la principale squadra di calcio di Rutigliano, nella Città metropolitana di Bari. Nata nel 2005, raccoglie l'eredità sportiva dell'Unione Sportiva Rutigliano, società esistita per più di vent'anni che partecipò a 7 campionati interregionali ed uno pienamente professionistico di Serie C2.

## Storia

### L'Unione Sportiva Rutigliano
A Rutigliano il calcio era praticato, anche a livello federale, almeno dagli anni trenta. Sul finire della seconda guerra mondiale, nello stesso comune dell'entroterra, meno interessato dagli eventi bellici, fu allestita una squadra con diversi giocatori di serie A o veterani, li rifugiati (fra cui Vittorio Dagianti, Francesco Capocasale e Camillo Fabbri), che arrivò a contendersi la finale del Campionato dell'Italia libera 1944 con il Conversano.
L'Unione Sportiva Rutigliano militò negli anni ottanta e novanta nelle prime serie regionali, ottentendo nel 1997 la promozione nel Campionato Nazionale Dilettanti (ri divenuto due anni dopo "Serie D"); dopo sei anni consecutivi in questa competizione fu ammesso nel 2003 in serie C2. Conseguendo l'ultimo posto nel girone C, con 30 punti racimolati, i granata lasciarono il professionismo dopo un solo anno, retrocedendo ancora l'anno successivo. 
Dopo questa retrocessione, nell'estate 2005, la dirigenza della società decise di confluire nella Nuova Polisportiva Noci, spostando a Noci anche il titolo sportivo di Eccellenza.

### L'ASD Rinascita Rutiglianese
Per tenere in vita la squadra granata, nel luglio del 2005 viene fondata l'A.S.D. Rinascita Rutiglianese.
Già al primo anno il "nuovo" Rutigliano vince il campionato di Terza Categoria, diventando anche campione provinciale. Si va in Seconda, un anno di transizione e poi il 1º giugno 2008 la Rutiglianese vince la finale dei play-off e viene promossa in Prima Categoria. Continuano i successi della Rinascita: dopo la vittoria del campionato provinciale juniores (marzo 2009), il 21 giugno sconfigge nel doppio confronto di finale il Martina e sale in Promozione.

## Palmarès

### Competizioni regionali
- Promozione: 1

1995-1996 (girone A)
- Terza Categoria: 1

2005-2006

## Tifoseria

### Gemellaggi e rivalità
La tifoseria rutiglianese è legata da un'amicizia a quella del Manduria. La rivalità storica e più sentita è invece quella con il Noicattaro.